# Schlier (Gestein)

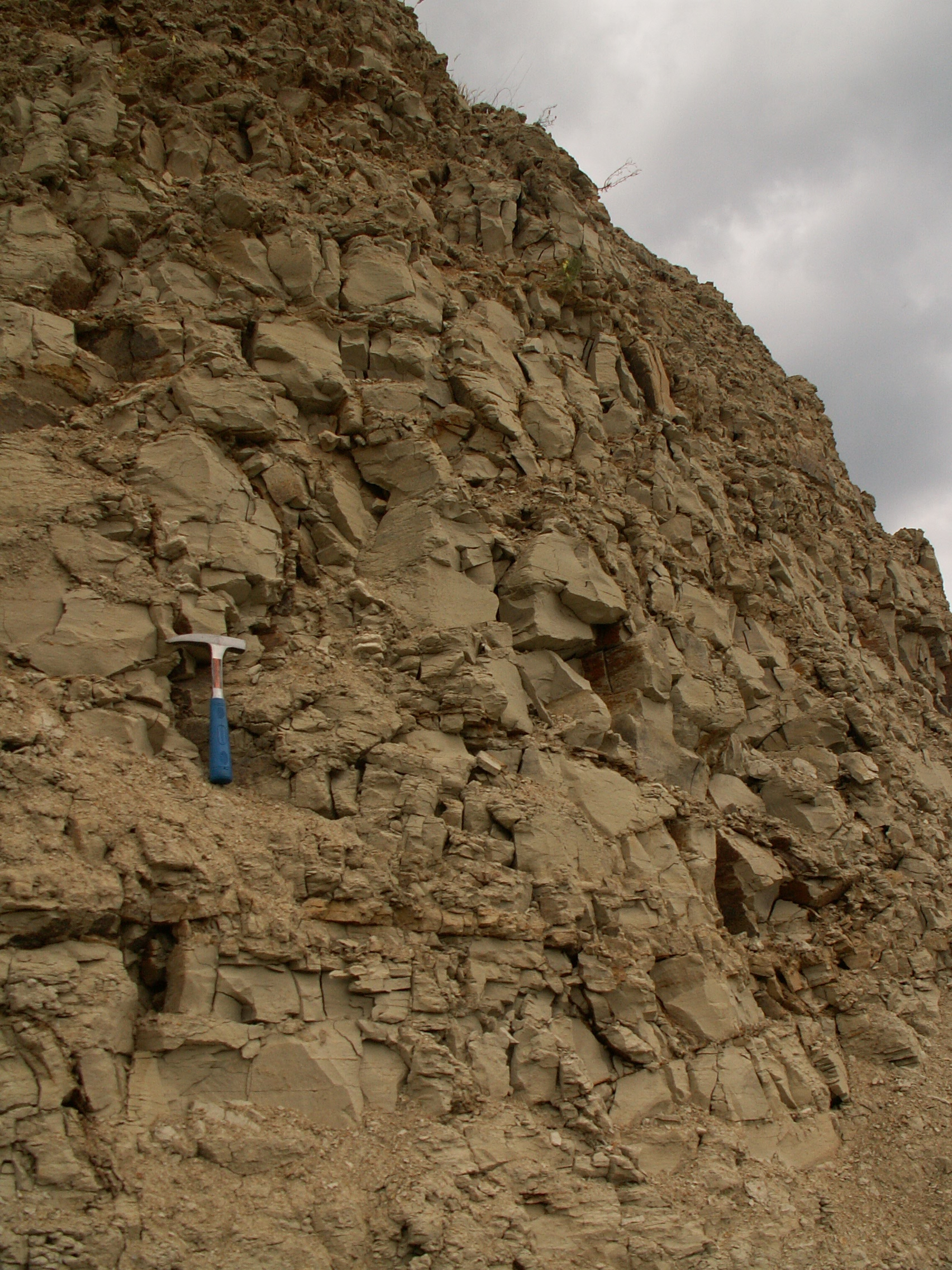
Aufschluss mit anstehendem Schlier des Karpatiums in Cerová Lieskové im slowakischen Teil des Wiener Beckens (Länge des Geologenhammers: 28 cm)

Schlier ist eine in der regionalen Geologie von Süddeutschland und Österreich verwendete Bezeichnung für verschiedenfarbige schluffige oder feinsandige Mergel (Kalk-Ton-Sedimente) der zirkumalpinen Tertiär-Becken (i.e.L. Molassebecken und Wiener Becken). Diese Ablagerungen repräsentieren ein marines, landfernes Ablagerungsmilieu. Die Bezeichnung wurde in der Variante „Schlierf“ vom österreichischen Geognosten Christian Keferstein im Jahr 1828 im Rahmen von Betrachtungen der Molasse des Wiener Beckens und des nördlichen Alpenvorlandes erstmals in die Literatur eingeführt. Laut Keferstein stammt diese Variante aus der Gegend des Hausruck.
Ähnlich wie Lehm verknüpft Schlier aufgrund seines Mineralbestandes und seiner Korngrößenverteilung die gute Drainagefähigkeit von Sanden mit der Kationenaustauschfähigkeit von Tonen und bildet daher meist fruchtbare Böden aus.
Die Bezeichnung kommt heute noch u. a. in den Namen einiger stratigraphischer Einheiten vor. So wird im niederösterreichischen Teil des Molassebeckens ein Älterer Schlier (Egerium) vom Robulus-Schlier (Ottnangium) unterschieden.
Weiters findet sich „Schlier“ als Namensbestandteil von Ortschaften, in deren Umgebung derartige Sedimente vorkommen, u. a. von Schlierbach in Oberösterreich und Schliersee in Bayern.
In der Süd- und Weststeiermark wird der Schlier als Opok bezeichnet; der Begriff Opok umfasst jedoch auch jüngere mergelige Gesteine und weichere Böden.